# San Miguel de Azapa

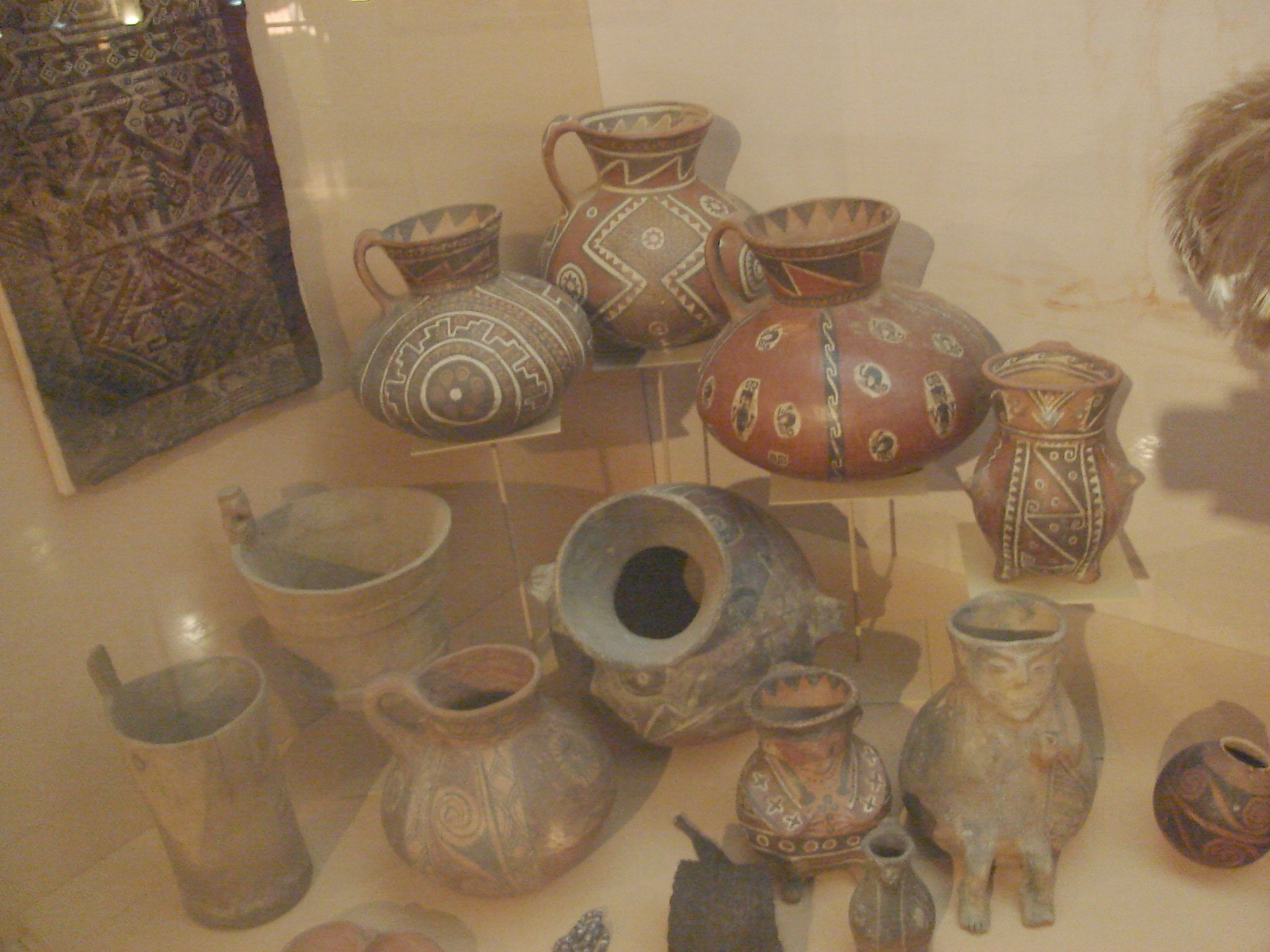
Museo Arqueológico y Antropológico de San Miguel de Azapa.

San Miguel de Azapa (del aimara: jasapa ‘tierra blanda, suave’) o simplemente San Miguel es una localidad ubicada en la comuna de Arica, Provincia de Arica que forma parte de la Región de Arica y Parinacota, al norte de Chile.
Es una localidad que se encuentra en el valle de Azapa. Posee una antigua y pequeña iglesia. Al oeste, se encuentra el famoso Museo Arqueológico y Antropológico de San Miguel de Azapa que tiene entre sus tantos vestigios, una de las momias más antiguas del mundo. Al frente y en la otra ribera del río San José se alza el Pucará de San Lorenzo y al suroeste de la localidad se divisan los geoglifos de Azapa.

## Economía
En su economía, destaca la producción de aceitunas, las denominadas aceitunas de Azapa, que son famosas a nivel nacional y mundial. Otros cultivos importantes son los tomates, porotos verdes y otros productos de chacarería. También hay plantaciones de plátanos, palmeras y cultivos de especies subtropicales.

## Demografía
| Coordenadas                                 | Localidad           | Categoría | Población (censo 2002) | Población masculina | Población femenina | Viviendas (censo 2016) |
| ------------------------------------------- | ------------------- | --------- | ---------------------- | ------------------- | ------------------ | ---------------------- |
| 18°31′2″S 70°10′34″O / -18.51722, -70.17611 | San Miguel de Azapa | Ciudad    | 2067                   | 902                 | 1047               | 2069                   |

## Cultura
Las actividades y eventos más destacados:
- Semana previa a la Cuaresma: Carnaval, bailes y juegos tradicionales (Chaya con agua y harina).
- Mayo: Cruz de Mayo.
- 29 de septiembre: fiesta de San Miguel en la iglesia del pueblo.
- 1 de noviembre: Conmemoración de los Fieles Difuntos, donde los pobladores acuden al cementerio de altura festejando con comidas y bandas multicolores, bailes y danzas.

## Festividades

### Cruz de mayo
La Fiesta de la santa cruz o Cruz de mayo como es conocida de forma coloquial entre la comunidad, es una de las festividades religiosas más populares del Norte de chile normalmente celebrada los primeros días de mayo, si bien tiene sus raíces en el culto católico de adoración a la cruz introducido por los conquistadores españoles, fue reapropiado por las comunidades indígenas como una festividad vinculada a la fertilidad de la tierra y la producción agrícola, ya que asociaron la forma de la cruz a la constelación cruz del sur, que en esas fechas alcanza  su cenit marcando épocas de cosecha, anexando así la conmemoración de la pasión y muerte de cristo  a sus propias prácticas culturales.
En el caso de San Miguel de Azapa, la festividad se realiza durante la primera semana de mayo presentado ligeras diferencias en la celebración por parte del colectivo afrodecendinte, y el colectivo aymara.

#### La festividad de la cruz de mayo en la colectividad afrodecendiente.
Los dirigentes de las principales organizaciones afrochilenas se refieren a la celebración de la siguiente manera:
A comienzo de mayo se da inicio a la bajada de la cruz (que lleva el nombre de la familia), al cerro cercano a la parcela familiar, los fieles la transportan hasta el hogar donde se le rendirá culto, es dejada en un altar decorado con flores, frutos y productos de la cosecha de ese año, se entonan cantos, oraciones y se ofrece de cenar a todos los presentes algún platillo especial, como picante de mondongo, chancho adobado o chivato asado, ninguna persona debe quedar sin cenar, como muestra de agradecimiento por la cosecha.
En los días siguientes se realiza una liturgia en la iglesia de san Miguel de Azapa donde asisten las cruces familiares, al décimo día, la cruz es subida a los cerros, comenzando con una cena para los asistentes para luego seguir la procesión, acompañados con música de las bandas, se posiciona la cruz en el altar, y se encienden fogatas; se colocan faroles confeccionados por la familia y se comienzan a despedir de la luz, dando el último homenaje, los asistentes se arrodillan para retirarse a la casa donde se albergo la cruz a proseguir con la música y baile comenzando con una zamacueca.

#### La festividad de la cruz de mayo en la colectividad Aymara
La celebración inicia con la bajada de las cruces de mayo de cada familia, durante el anochecer la familia, junto a los acompañantes, suben al cerro donde se encuentra la cruz, retirándola de su pedestal y  bajando al domicilio de los pasantes, donde se albergara durante la ceremonia (en algunos casos es un salón o una capilla) allí la cruz es vestida y pintada. Colocándosele un nuevo manto  de seda y ubicándola en un altar cubierto por un mantel blanco ornamentado con flores, bajo un arco de ramas de olivo o sauce y productos de la chacra,  entonces se da inicio al velorio, donde la gente le reza a la cruz posicionando velas a los pies de esta, luego, a los pasantes se le ofrece comida (por lo general vino y carne asada). En la madrugada se abandona el lugar, y se deja descansar la cruz por una semana, al siguiente domingo se realiza una celebración  donde concurre gran parte de la familia de los celebrantes, gente de la localidad e invitados, a medio día se realiza una misa oficiada por un padre de la iglesia católica, quien bendice la cruz, tras esto se sirve un almuerzo a todos los presentes, aquí se hace presente una banda musical con zampoñas y se mantienen los cánticos a la cruz durante el día, generalmente a cargo del cantor de la cruz y se realiza la procesión para la subida al cerro, una vez allí se prenden fogatas y se dejan faroles de papel en el suelo en forma de cruz, se sirven tragos y la gente comienza a despedirse de la cruz al son de un huayno interpretado por la banda, finalmente se sirve comida y el resto de la noche continua con baile música y vino.